# Ghislaine Dommanget
Pour les articles homonymes, voir Dommanget.
Titre
Princesse consort de Monaco
24 juillet 1946 – 9 mai 1949 
  (2 ans, 9 mois et 15 jours)
Ghislaine Dommanget, née le 13 octobre 1900 à Reims et morte le 30 avril 1991 à Neuilly-sur-Seine, est une comédienne française. Par son mariage avec Louis II, elle est princesse consort de Monaco de 1946 à 1949.

## Biographie

### Vie familiale
Ghislaine Marie Françoise Dommanget est la fille de Robert-Joseph Dommanget (1867-1957), colonel de cavalerie, et de Marie-Louise Meunier (1874-1960), native de Sedan.

### Vie privée
Ghislaine Dommanget épouse 17 juillet 1923 à Paris dans le 16e arrondissement Paul Diey (1863-1931), statuaire, artiste peintre et professeur de chant, dont elle divorce le 16 juin 1925. Le mariage est sans postérité.
De sa relation avec l'acteur André Brulé (1879-1953) naît en 1934 à Nice un fils, Jean-Gabriel.
Elle se remarie le 24 juillet 1946 avec Louis II de Monaco (1870-1949).

### Carrière d'actrice
Ghislaine Dommanget fit des études chez les Dames de l'Assomption.
Elle se présente à Sarah Bernhardt qui la fait débuter au théâtre Déjazet dans Tire au flanc sous son seul prénom, légèrement modifié, Ghyslaine. Elle ne jouera jamais sous un autre nom. En 1923, elle assiste aux obsèques de Sarah Bernhardt, et jette dans la tombe une petite bague en or en jurant de se consacrer à la comédie. Gémier l'engage à l'Odéon. Au cinéma, on l'a vue notamment dans La 13e enquête de Grey (en 1937), La 3e dalle (en 1941).

### Rencontre et mariage avec Louis II de Monaco
Ghislaine Dommanget travaille à la Comédie-Française jusqu'à sa rencontre avec le prince Louis II de Monaco : le 17 janvier 1942, elle est l'Aiglon pendant une tournée dans la principauté de Monaco. Au cours du dîner donné au Palais, le prince Louis II la remarque. Il lui écrit : « Je savais à partir de cette date que tu serais ma femme ». Elle l'épouse en 1946.
Dans une note du 12 mai 1942, Victor Jeannequin, consul de France à Monaco, se montre hostile à sa compatriote. Il s'inquiète de l'aspect financier, pour le prince, qui jusqu'à présent, s'en tirait par de petites spéculations financières plus ou moins propres mais suffisantes pour parer à un train de vie plutôt moyen. « Qu'adviendra-t-il quand les jolies dents de Ghislaine, auront, plus largement encore, mordu sur la cassette personnelle (…) ? »

### Princesse douairière de Monaco

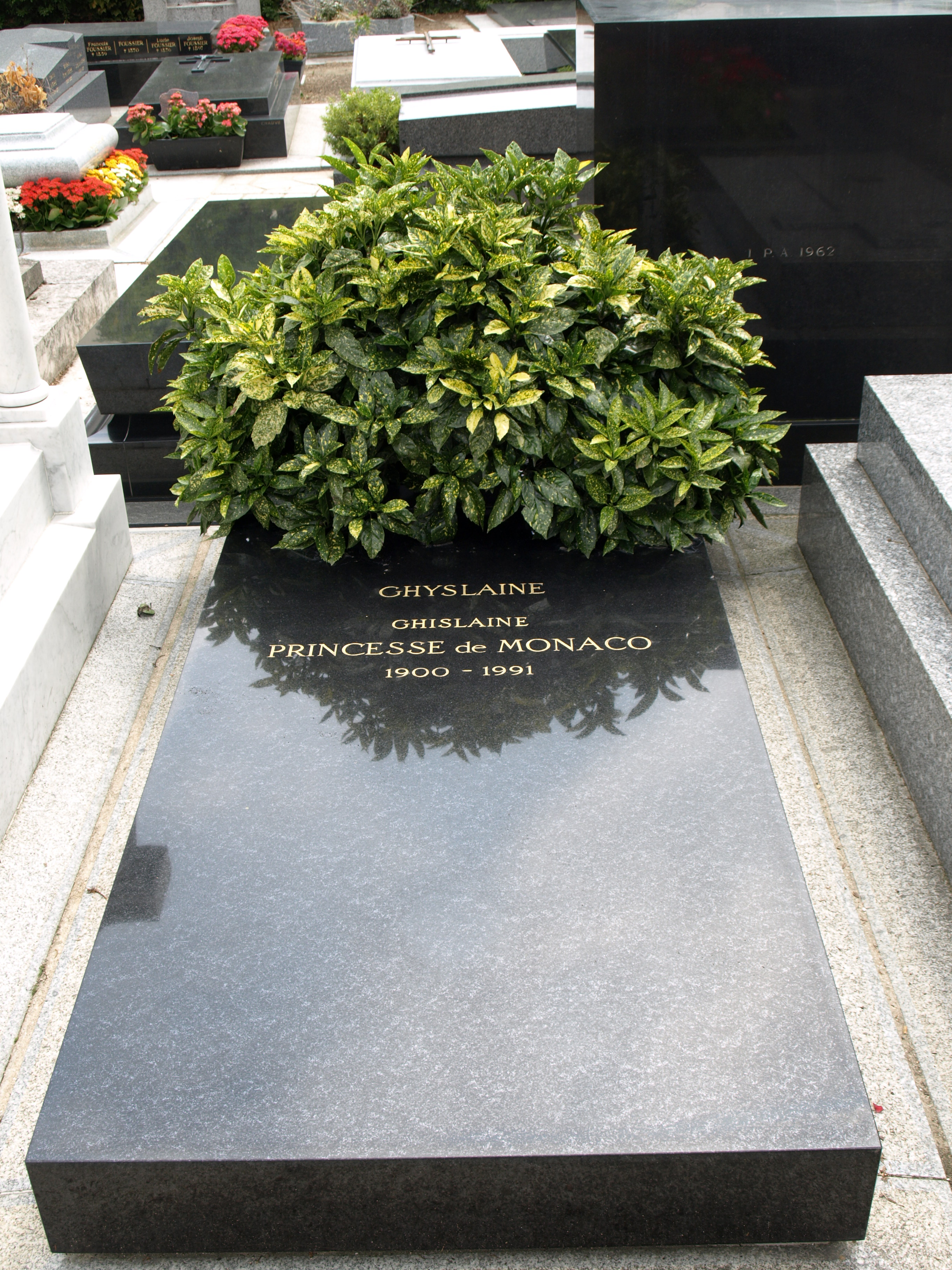
Tombe de la princesse Ghislaine de Monaco.

À la mort de son époux en 1949, Ghislaine Dommanget tient son rang avec conscience et fonde l'œuvre L'Obole de la princesse, puisant sur sa liste civile.
Cependant, le nouveau prince régnant Rainier III de Monaco et sa sœur la princesse Antoinette (petits-enfants de Louis II) lui firent un procès, et le gagnèrent, pour récupérer l'héritage de Louis II qu'elle dilapidait[réf. nécessaire].
À la fin des années 1950, elle revient à la scène où la Principauté l'autorise à se produire sans utiliser le nom de Monaco : Madame Avril (1958), L'Aiglon (1959), Fleur de petit pois (1960).
Elle se retire ensuite à Paris, où elle écrit ses mémoires, Sois princesse… dit-il (dédiés à la princesse Grace), en 1960.
Son acte de décès mentionne « Princesse douairière de Monaco ». Elle est inhumée au cimetière de Passy dans sa robe de mariée.

## Titres et honneurs

### Titulature
- 13 octobre 1900 - 17 juillet 1923 : Mademoiselle Ghislaine Dommanget ;
- 17 juillet 1923 - 24 juillet 1946 : Madame Ghislaine Diey ;
- 24 juillet 1946 - 9 mai 1949 : Son Altesse Sérénissime la princesse de Monaco ;
- 9 mai 1949 - 30 avril 1991 : Son Altesse Sérénissime la princesse douairière de Monaco.

### Distinctions et décorations
- Grand-croix de l’ordre de Saint-Charles (24 octobre 1946)[4],[5].
- Chevalier de la Légion d'honneur (25 juin 1947)[6].
- Médaille Benemerenti (8 janvier 1948)[7].
- Commandeur de l’ordre de la Santé publique (14 juillet 1948)[8].

## Publication
- Sois princesse… dit-il, Évreux, Hachette, 1964, 253 p. (lire en ligne).